# Artolec

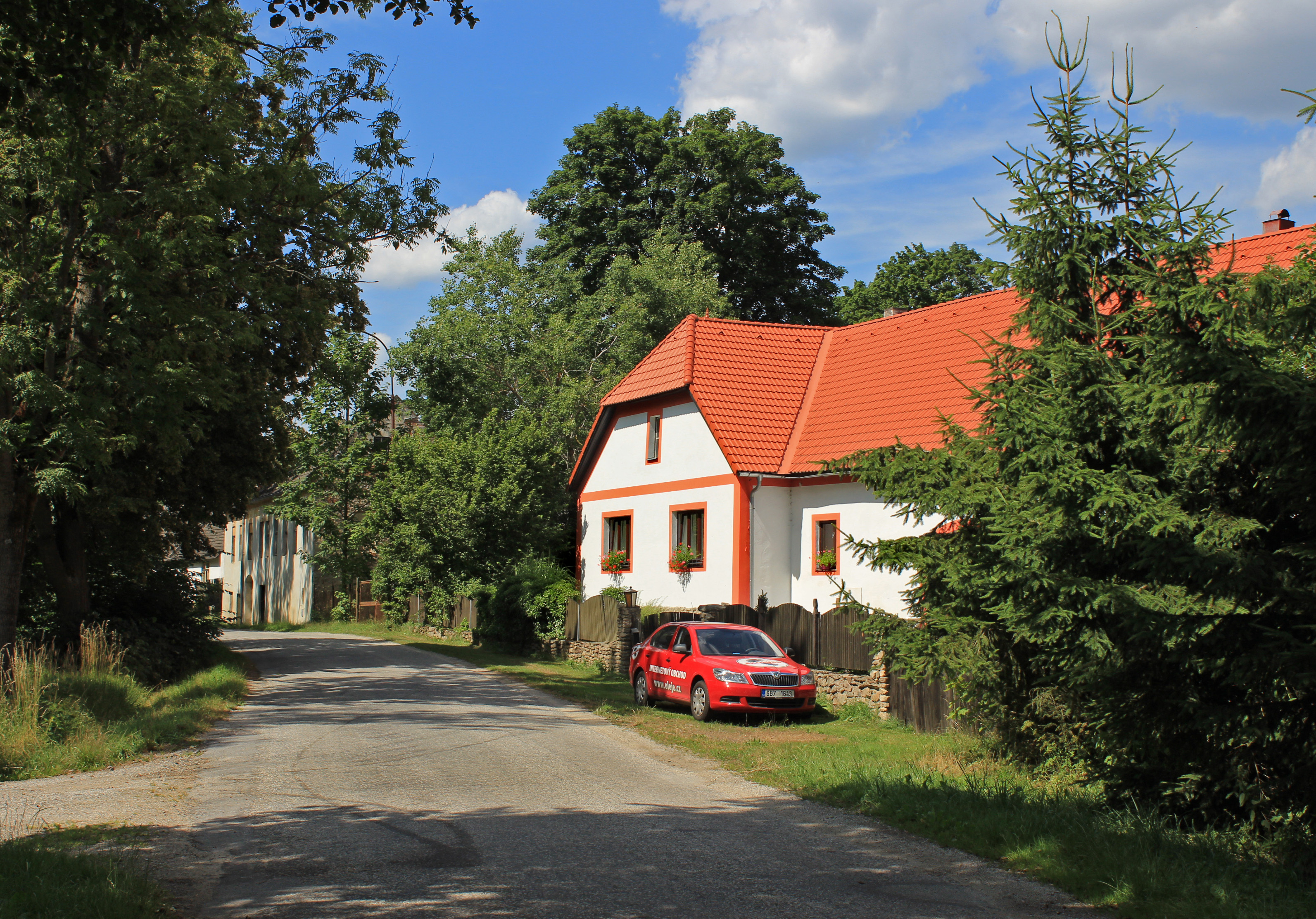
Haus Nr. 6

Artolec (deutsch Artholz) ist ein Ortsteil von Nová Bystřice (Neubistritz) in Tschechien. Er liegt zwei Kilometer südöstlich von Nová Bystřice an der österreichischen Grenze und gehört zum Okres Jindřichův Hradec.

## Geschichte
Die Ortschaft wurde erstmals 1489 als „Arotolcz“ urkundlich genannt. Im Laufe der Jahrhunderte wurde der Ortsname auf „Artolocz“(1554), „Artolz“(1561) und ab 1790 „Artholz“ auf verändert.
1713 leben im Ort 16 Bauern, die infolge der Kleinheit der Grundstücke meist auch als Tagelöhner, Maurer und Weber arbeiteten. Kleinen Gewinn brachte der Flachsanbau. Die vier Teiche ermöglichten einen bescheidenen Fischhandel.
Das Dorf entstand aus einem Meierhof. 1683 erlitt Artholz schwere Zerstörungen durch kursächsische Truppen. Eingepfarrt wurde der Ort nach Neubistritz. Die Matriken gibt es seit 1664 bei Neubistritz.
Im Ersten Weltkrieg fielen 8 Männer der Ortschaft.
Nach dem Ersten Weltkrieg zerfiel der Vielvölkerstaat Österreich-Ungarn. Der Friedensvertrag von Saint Germain 1919 erklärte den Ort zum Bestandteil der neuen Tschechoslowakischen Republik. Nach dem Münchner Abkommen, das 1938 die Abtretung der sudetendeutschen Gebiete an Deutschland regelte, rückten im Oktober deutsche Truppen im Ort ein, der bis 1945 zum Gau Niederdonau gehörte.
Nach dem Ende des Zweiten Weltkrieges, der 26 Opfer forderte, kam die Gemeinde wieder zur Tschechoslowakei zurück. Am 28. Mai 1945 wurden Artholz sowie die umliegenden Orte system- und zeitgleich von militanten Tschechen besetzt. Sie nahmen einige Männer als Geiseln und vertrieben anschließend die Ortsbevölkerung und zuletzt die Geiseln über die Grenze nach Österreich. Aufgrund des Beneš-Dekretes 108 wurde das  Vermögen der deutschen Einwohner sowie das öffentliche und kirchliche deutsche Eigentum konfisziert und unter staatliche Verwaltung gestellt. Von den Vertriebenen verblieben 11 Familien in Österreich, und die Anderen wurden nach Deutschland weiter transferiert. Je eine Familie wanderte in die USA und nach Schweden aus.
Der Ort wurde wieder neu besiedelt und 1961 in die Stadt Nová Bystřice eingemeindet. Der Ortsteil bestand im Jahre 2001 aus 36 Häusern.

## Siegel und Wappen
Für Artholz hat sich ein kleines Siegel aus dem 19. Jahrhundert erhalten, das eine fünfblättrige Rose zeigt. Sie ist von einem Kreisring umgeben und darunter mit einer Blattgirlande geschmückt. Im oberen Kreissegment findet sich in Großbuchstaben der Ortsname „ARTHOLZ“.

## Bevölkerungsentwicklung
| Volkszählung | Einwohner gesamt | Volkszugehörigkeit der Einwohner | Volkszugehörigkeit der Einwohner | Volkszugehörigkeit der Einwohner |
| Jahr         | Einwohner gesamt | Deutsche                         | Tschechen                        | Andere                           |
| ------------ | ---------------- | -------------------------------- | -------------------------------- | -------------------------------- |
| 1880         | 341              | 341                              | –                                | -                                |
| 1890         | 353              | 352                              | 1                                | –                                |
| 1900         | 290              | 290                              | –                                | –                                |
| 1910         | 300              | 300                              | -                                | -                                |
| 1921         | 276              | 264                              | 4                                | 8                                |
| 1930         | 269              | 250                              | 15                               | 4                                |
| 1991         | 58               |                                  |                                  |                                  |
| 2001         | 69               |                                  |                                  |                                  |

## Sehenswürdigkeiten
- Kapelle hl. Antonius von Padua von 1891 samt Bildern des hl. Anton von Iser
- Köpfermarterl (Richtstätte) und Hexenmarterl (Klosterweg) am Weg nach Nová Bystřice.
- Steinkreuz für die Gefallenen des Ersten Weltkrieges

## Söhne und Töchter der Gemeinde
- Franz Poetsch (1912–1971), akademischer Maler